# St. Barbara (Kalkara)

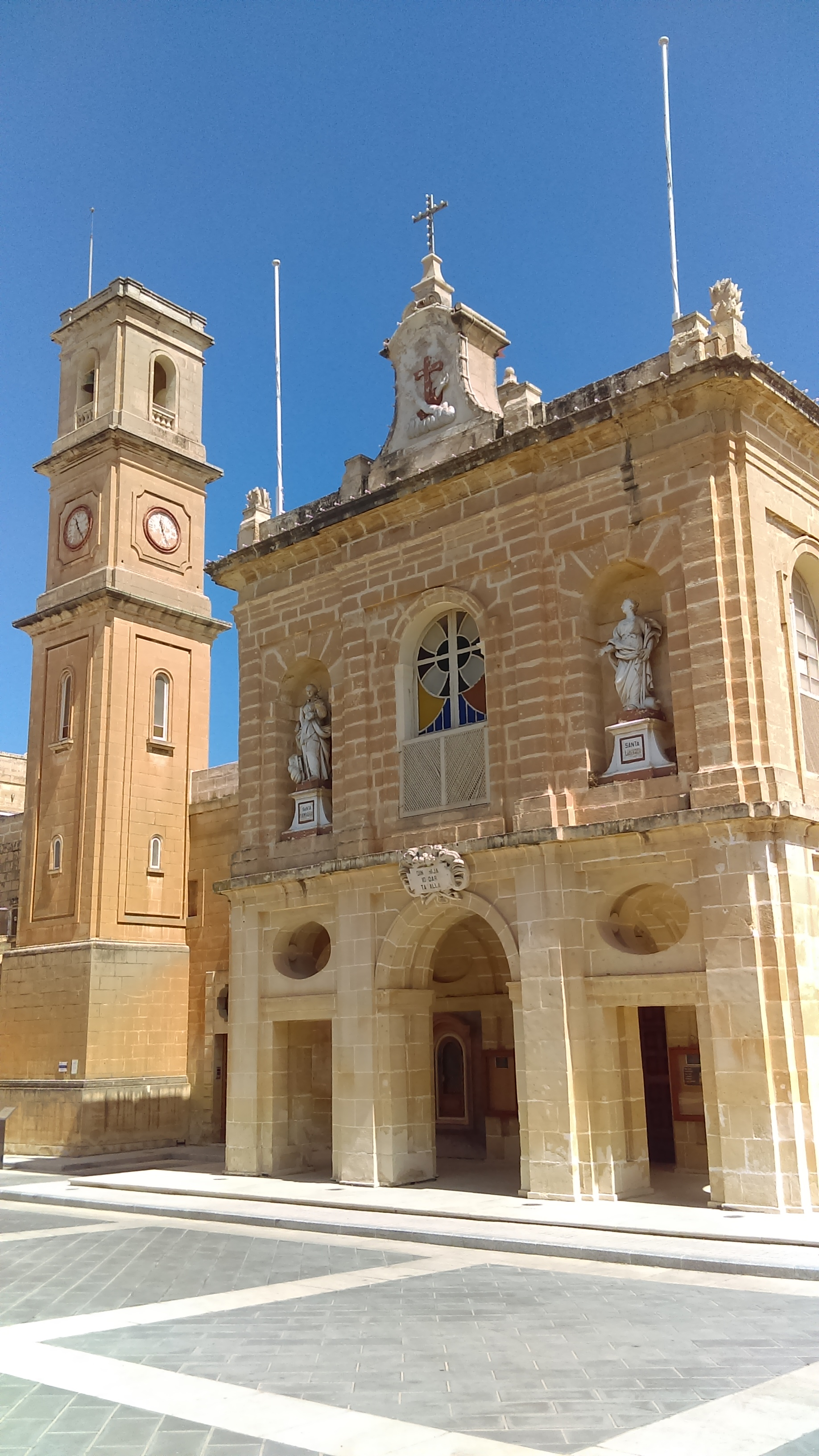
St. Barbara und Konvent der Kapuziner in Kalkara, Malta

Die Sankt-Barbara-Kirche und Kirche der Kapuzinerbrüder (maltesisch Knisja ta' Santa Barbara u il-Patrijiet Kappuċċini, englisch Church of St. Barbara and the Capuchin Friars), volkstümlich Santa Liberata genannt, ist ein römisch-katholisches Gotteshaus am Triq Santu Rokku in Kalkara auf der Insel Malta. Es ist die Konventskirche der Kapuziner. Die Kirche ist im National Inventory of the Cultural Property of the Maltese Islands unter der Nummer 651 aufgeführt. 

## Geschichte
Im Jahr 1736 begannen Kapuzinerbrüder mit dem Bau eines Klosters und einer Kirche an der Straße von Żabbar nach Kalkara. Die Gebäude wurden 1743 fertiggestellt und am 2. August desselben Jahres geweiht. Die Kirche und ihre sechs Altäre wurden am 18. Juni 1747 von Bischof Paul Alphéran de Bussan unter das Patrozinium der hl. Barbara von Nikomedien gestellt. Papst Benedikt XIV. ließ 1752 die Reliquien der hl. Liberata in die Kirche translozieren.

## Architektur
Neben der barocken zweigeschossigen Fassade steht etwas abgesetzt ein Campanile. Der Haupteingang ist als mittlerer von drei Durchgängen etwas höher ausgebildet und mit einem Bogen versehen, während die beiden Seiteneingänge eine rechteckige Form aufweisen, über ihnen befindet sich je ein ovaler Mauerdurchbruch. Im oberen Teil der Fassade befindet sich mittig ein Buntglasfenster, flankiert von Nischen mit figürlichen Darstellungen.

## Ausstattung
Der Entwurf des Hauptaltars stammt von dem Architekten Romano Carapecchia. Das Altarretabel zeigt das Martyrium der heiligen Barbara und ist ein Werk des italienischen Künstlers Agostino Masucci.